# Grånackad rall
Grånackad rall (Aramides mangle) är en fågel i familjen rallar inom ordningen tran- och rallfåglar.

## Utseende
Grånackad rall är den minsta arten i släktet ’’Aramides’’. Undertill har den vit strupe och rostrött på bröst och buk. Näbben är grön med rött längst in. Liknande saracúrarallen har grått bröst och gråhalsad rall har grå strupe.

## Utbredning och systematik
Fågeln förekommer enbart i kustnära östra Brasilien (Maranhão till Rio de Janeiro). Den behandlas som monotypisk, det vill säga att den inte delas in i några underarter.

## Levnadssätt
Grånackad rall hittas i magroveträsk och kustlaguner, men flyttar också inåt land till torrare områden för att häcka. 

## Status
Arten har ett stort utbredningsområde och internationella naturvårdsunionen IUCN kategoriserar arten som livskraftig. Beståndsutvecklingen är dock oklar.